# Оргеєвський повіт
Оргіївський повіт (або на російський лад Оргеєвський) — адміністративно-територіальна одиниця Бессарабської губернії. Повітове містечко — Оргіїв (молд. Орхей, рос. Оргєєв).
Повіт займав землі на правому березі Дністра у долині річки Дністер і Реут. Площа — 3 632 кв. версти або 378 333 десятини (4 133 км²). Населення на 1 січня 1896 року становило 226 369 мешканців. За віросповіданням налічувалося 216,1 тисяч православних, 8,2 тисяч юдеїв, 0,38 тисяч протестантів, 0,17 тисяч католиків.

## Поділ
Адміністративно ділився на 12 волостей:
- Бровицька волость (Бровичи волость)
- Гертопська волость
- Ізворська волость
- Ісаківська волость
- Казанештська волость
- Кіпирчанська волость
- Кобилківська волость
- Криулянська волость
- Резинська волость
- Самашканська волость

та міста Оргеєв із передмістям Гора Іванос, слободами Домни та Ришка.

## Опис
У повіті було 3 стана, 5 містечок, 197 сільських спілок, 225 сіл (529 поселень).
Водорозділ річок Реут і Бик називають Кодрянами. Інші річки повіту: притоки Дністра — Чорна, Вале-Резина, Ікель; притоки Реута — Кула, Вале-Добруджа, Сагал, Когильник, Вале-Іванос, Великий Чулук, Малий Чулук.
Дубові, букові, грабові і липові ліси.
Тваринний світ повіту включав: дикі кози, лисиці, борсуки, вовки, дикі свині.
Виноградарством і виноробством головним чином займалися німці-колоністи.